# 부르사
부르사(튀르키예어: Bursa)는 아나톨리아 북서부 마르마라 지역에 있는 튀르키예의 대도시이다. 튀르키예 내에서 네 번째로 인구가 많은 도시이자, 가장 산업화가 이뤄진 대도시권 도시 중 한 곳이며, 부르사주의 주도이기도 하다.
부르사(오스만 튀르크어: بورسا)는 1335년에서 1363년 사이 오스만 제국의 첫 주요 도시이자 두 번째 수도였다. 오스만 제국 시대에는 페르시아어로 "신의 선물"이라는 뜻에서 유래한 명칭인 휘다벤디가르(튀르키예어: Hüdavendigar, 오스만 튀르크어: خداوندگار)라고 일컬어지었고, 좀더 현대적인 별칭은 부르사의 도심 곳곳에 있는 공원들과 정원들과 더불어 도시 주변의 넓고 다양한 숲들을 나타내는 예실 부르사(튀르키예어: Yeşil Bursa, "초록색 부르사")이다. 고대에는 미시아의 올림포스산이라고 불렸던 울루산이 우뚝 서있으며, 스키 리조트로 유명하다. 부르사는 다소 정돈된 도시 성장을 하고 있으며 비옥한 평원에 접하고 있다. 초기 오스만 왕조의 술탄들의 마우솔레움들이 부르사에 있고 부르사의 주요 랜드마크에는 오스만 제국 시대에 지어진 여러 대규모 건축물들이 있다. 또한 스파와 고고학 박물관을 포함한 몇몇 박물관들도 있다.
튀르키예의 그림자극의 등장인물인 카라괴즈와 하지바트는 부르사에서 살고 죽은 역사적 인물들을 배경으로 하였다. 부르사는 또한 이스켄데르 케밥, 이곳의 밤을 절여 만든 마롱 글라세, 복숭아, 로쿰 등의 튀르키예 요리로도 알려져있다. 부르사는 울루산 대학교가 있으며, 부르사 거주민들은 튀르키예에서 가장 높은 교육 수준을 가진 지역 중 한 곳이라 할 수 있다. 이즈니크(니카이아), 무다니아, 제이틴바으 등의 옛 도시들이 부르사주에 있다.
2015년에 부르사는 인구가 1,854,285명이었다. 부르사주는 2,842,000명이었다.

## 역사
| 연도 | 인구      | ±%      |
| ---- | --------- | ------- |
| 1487 | 45,000    | —       |
| 1927 | 61,451    | +36.6%  |
| 1955 | 128,875   | +109.7% |
| 1980 | 487,604   | +278.4% |
| 2000 | 1,184,144 | +142.8% |
| 2017 | 2,936,803 | +148.0% |

부르사의 현재 위치 인근 가장 오래된 인류의 정착지는 대략 기원전 5200년 전에 세워진 을르프나르 회위위(튀르키예어: Ilıpınar Höyüğü)이다. 부르사는 마케도니아의 필리포스 5세가 기원전 202년에 비티니아의 왕 프루시아스 1세에게 준 고대 그리스인들의 도시 키오스에서 생겨났다. 프루시아스는 키오스를 재건하고 프루사(고대 그리스어: Προῦσα)로 도시명을 바꿨다. 128년 간의 비티니아의 지배가 끝난, 기원전 74년에 마지막 비티니아의 왕 니코메데스 4세가 로마에 나라 전체를 유증으로 넘겼다. 초기 로마 유물들이 20세기 초 부르사 인근에서 발견되기도 했다. 여성의 은제 화장 기구로 이뤄졌으며, 현재는 대영박물관에서 소장하고 있다.
1326년에 오스만 제국이 비잔티움 제국 영토였던 부르사를 차지했고, 그 이후에 부르사는 초기 오스만 제국의 첫 주요 중심도시가 되었다. 이에 따라, 부르사는 14세기 내내 상당한 규모의 도시 성장을 하였다. 오스만 제국이 동트라키아의 에디르네(아드리아노폴리스)를 정복하고, 1363년에 그곳을 새로운 수도로 삼았지만, 부르사는 오스만 제국의 정신적 상업적 중요성을 유지했다. 오스만 제국의 술탄 바예지드 1세는 부르사에 1390년과 1395년 사이 바예지드 퀼리예시(바예지드 1세 종교 시설)와 1396년에서 1400년 사이에 부르사 울루 자미를 세웠다. 1402년에 바예지드가 티무르의 군대에게 앙카라 전투에서 패한 후, 티무르의 손자인 무함마드 술탄 미르자가 부르사를 약탈하고 불태웠다. 이 사건에도 불구하고, 부르사는 메메트 2세가 1453년에 콘스탄티노폴리스를 함락시킬 때까지 오스난의 가장 중요한 행정 및 상업 중심지로 남았다. 1487년 부르사의 인구는 45,000명이었다.
오스만 제국 시대 동안에, 부르사는 왕실용 비단 물품의 원천이었다. 이 지역 비단 생산품을 제외하고, 이란, 때로는 중국의 비가공 비단을 수입했으며, 17세기까지 오스만 왕실을 위핸 카프탄, 배게, 자수, 및 다른 비단 물품들의 주요 생산 중심지이었다. 1923년에 터키 공화국이 건국됨에 따라, 부르사는 터키의 가장 산업화된 중심지 중 하나가 되었다. 부르사의 경제 발전은 인구 증가에 따라 이뤄졌고 부르사는 튀르키예에서 네 번째로 인구가 많은 곳이 되었다.
부르사는 전통적인 관광지였고, 오스만 제국이 유럽 영토를 상실한 19세기 말에서 20세기 초 동안에 발칸반도에서 아나톨리아로 이주한 다양한 민족 배경을 지닌 난민들의 중심지였다. 가장 최근 발칸반도 터키인들의 이주는 불가리아 인민공화국이 대략 150,000명의 불가리아계 터키인들을 터키로 추방시킨 1940년대에 발생해서 1990년대까지 이뤄졌다. 이 150,000명의 불가리아계 터키인 난민들 가운데 3분의 1(1/3)은 부르사에 정착했다.

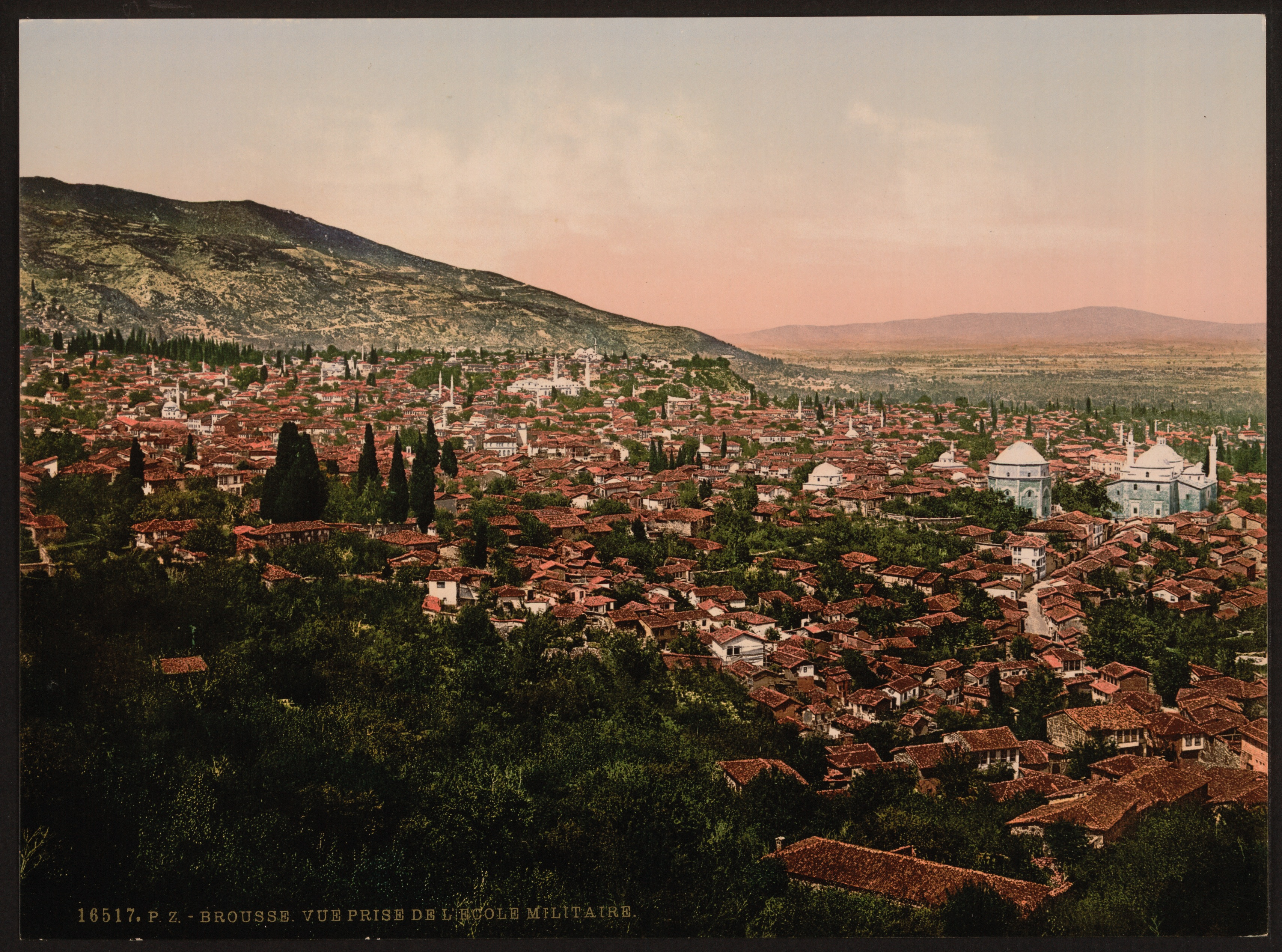
1890년대 부르사의 모습
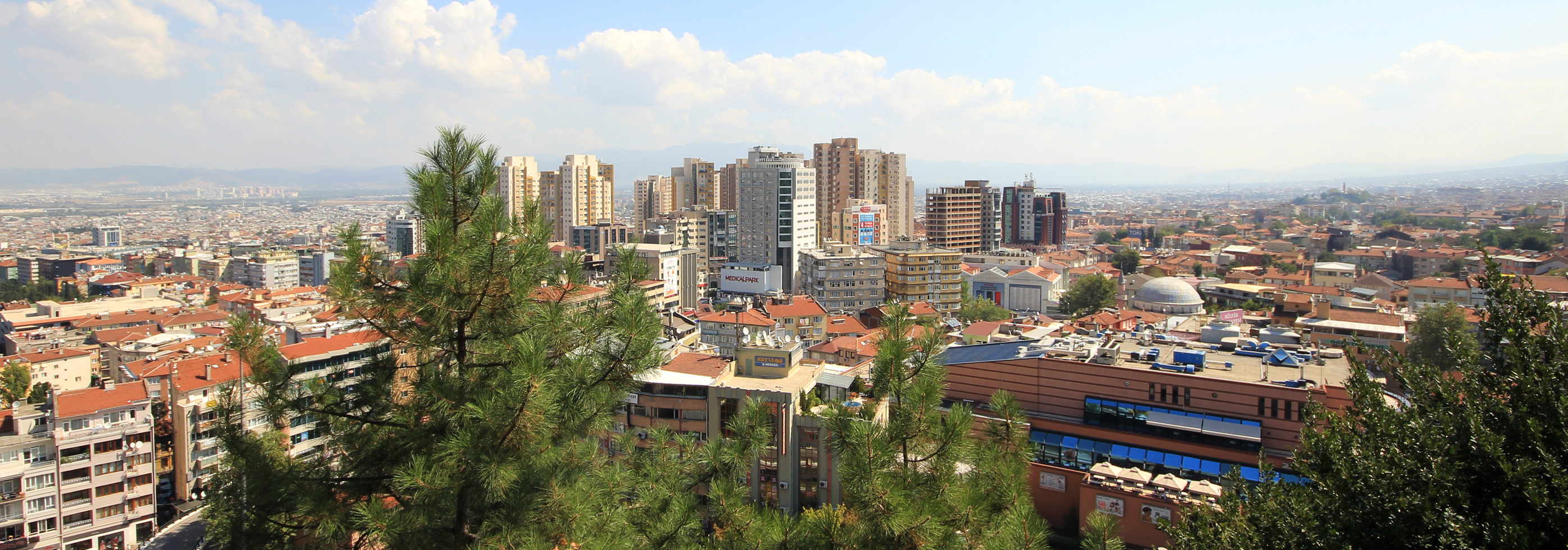
2013년 부르사의 모습

## 지리
부르사는 마르마라 지역 남부에 있는 울루산의 북서쪽 비탈에 자리잡았다. 남쪽에는 마르마라해와 얄로바, 북동쪽으로는 이즈미트와 사카리아, 동쪽에는 빌레지크, 남쪽에는 퀴타히아, 발리케시르가 맞닿고 있다.

## 기후
부르사는 쾨펜의 기후 구분에 따르면 지중해성 기후(쾨펜의 기후 구분: Csa), 트레와다의 기후 구분에서는 건조하고 뜨거운 여름 온대 기후(Csa)를 띤다. 6월부터 9월까지는 뜨겁고 건조한 여름이 지속된다. 겨울은 춥고 습하며, 또한 대부분의 강수가 동반된다. 1주일이나 2주일 동안 지속되는 눈이 내리기도 한다.
| 부르사의 기후                                                          | 부르사의 기후 | 부르사의 기후 | 부르사의 기후 | 부르사의 기후 | 부르사의 기후 | 부르사의 기후 | 부르사의 기후 | 부르사의 기후 | 부르사의 기후 | 부르사의 기후 | 부르사의 기후 | 부르사의 기후 | 부르사의 기후 |
| 월                                                                     | 1월           | 2월           | 3월           | 4월           | 5월           | 6월           | 7월           | 8월           | 9월           | 10월          | 11월          | 12월          | 연간          |
| ---------------------------------------------------------------------- | ------------- | ------------- | ------------- | ------------- | ------------- | ------------- | ------------- | ------------- | ------------- | ------------- | ------------- | ------------- | ------------- |
| 역대 최고 기온 °C (°F)                                                 | 25.2 (77.4)   | 26.9 (80.4)   | 32.5 (90.5)   | 36.2 (97.2)   | 37.0 (98.6)   | 41.3 (106.3)  | 43.8 (110.8)  | 42.6 (108.7)  | 40.3 (104.5)  | 37.3 (99.1)   | 32.1 (89.8)   | 27.3 (81.1)   | 43.8 (110.8)  |
| 일평균 최고 기온 °C (°F)                                               | 9.8 (49.6)    | 11.4 (52.5)   | 14.6 (58.3)   | 19.2 (66.6)   | 24.4 (75.9)   | 28.9 (84.0)   | 31.5 (88.7)   | 31.7 (89.1)   | 27.6 (81.7)   | 22.2 (72.0)   | 16.6 (61.9)   | 11.5 (52.7)   | 20.8 (69.4)   |
| 일일 평균 기온 °C (°F)                                                 | 5.4 (41.7)    | 6.5 (43.7)    | 9.0 (48.2)    | 13.0 (55.4)   | 18.1 (64.6)   | 22.6 (72.7)   | 25.1 (77.2)   | 25.2 (77.4)   | 20.8 (69.4)   | 15.9 (60.6)   | 10.7 (51.3)   | 7.0 (44.6)    | 14.9 (58.8)   |
| 일평균 최저 기온 °C (°F)                                               | 1.7 (35.1)    | 2.4 (36.3)    | 4.1 (39.4)    | 7.4 (45.3)    | 12.0 (53.6)   | 16.2 (61.2)   | 18.4 (65.1)   | 18.7 (65.7)   | 14.8 (58.6)   | 10.8 (51.4)   | 6.0 (42.8)    | 3.3 (37.9)    | 9.6 (49.3)    |
| 역대 최저 기온 °C (°F)                                                 | −20.5 (−4.9)  | −19.6 (−3.3)  | −10.5 (13.1)  | −4.2 (24.4)   | 0.8 (33.4)    | 4.0 (39.2)    | 8.3 (46.9)    | 7.6 (45.7)    | 3.3 (37.9)    | −1.0 (30.2)   | −8.4 (16.9)   | −17.9 (−0.2)  | −20.5 (−4.9)  |
| 평균 강수량 mm (인치)                                                  | 79.2 (3.12)   | 78.2 (3.08)   | 74.9 (2.95)   | 68.6 (2.70)   | 47.9 (1.89)   | 42.8 (1.69)   | 14.3 (0.56)   | 17.5 (0.69)   | 50.1 (1.97)   | 84.4 (3.32)   | 67.3 (2.65)   | 93.9 (3.70)   | 719.1 (28.31) |
| 평균 강수일수                                                          | 14.87         | 13.60         | 13.40         | 11.43         | 9.63          | 7.30          | 3.33          | 3.60          | 6.77          | 10.67         | 10.93         | 14.53         | 119.8         |
| 평균 강설일수                                                          | 5.08          | 3.71          | 1.46          | 0.08          | 0             | 0             | 0             | 0             | 0             | 0.04          | 0.42          | 2.42          | 13.21         |
| 평균 상대 습도 (%)                                                     | 75.3          | 72.8          | 70.7          | 69.3          | 67.1          | 63.1          | 59.6          | 61.7          | 67.3          | 74.6          | 75.5          | 75.7          | 69.4          |
| 평균 월간 일조시간                                                     | 83.7          | 90.4          | 124.0         | 165.0         | 217.0         | 264.0         | 300.7         | 275.9         | 217.0         | 145.7         | 111.0         | 77.5          | 2,071.9       |
| 평균 일일 일조시간                                                     | 2.7           | 3.2           | 4.0           | 5.5           | 7.0           | 8.8           | 9.7           | 8.9           | 7.0           | 4.7           | 3.7           | 2.5           | 5.6           |
| 출처 1: 튀르키예 국립기상청 (평년값: 1991년~2020년, 극값: 1928년~현재) |               |               |               |               |               |               |               |               |               |               |               |               |               |
| 출처 2: 미국 해양대기청 (상대습도), Meteomanz                          |               |               |               |               |               |               |               |               |               |               |               |               |               |

## 경제

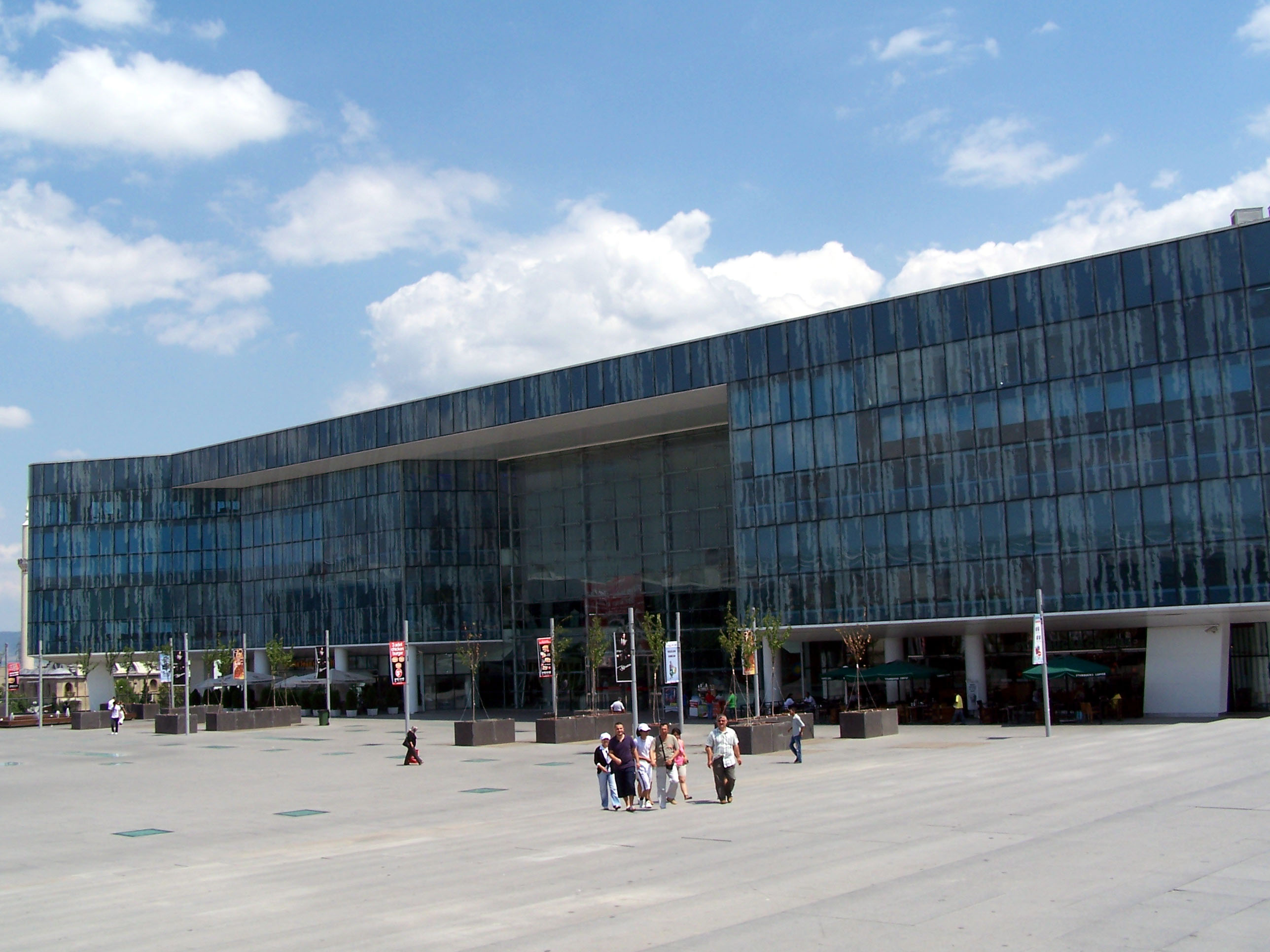
켄트 메이다느 AVM 쇼핑 센터

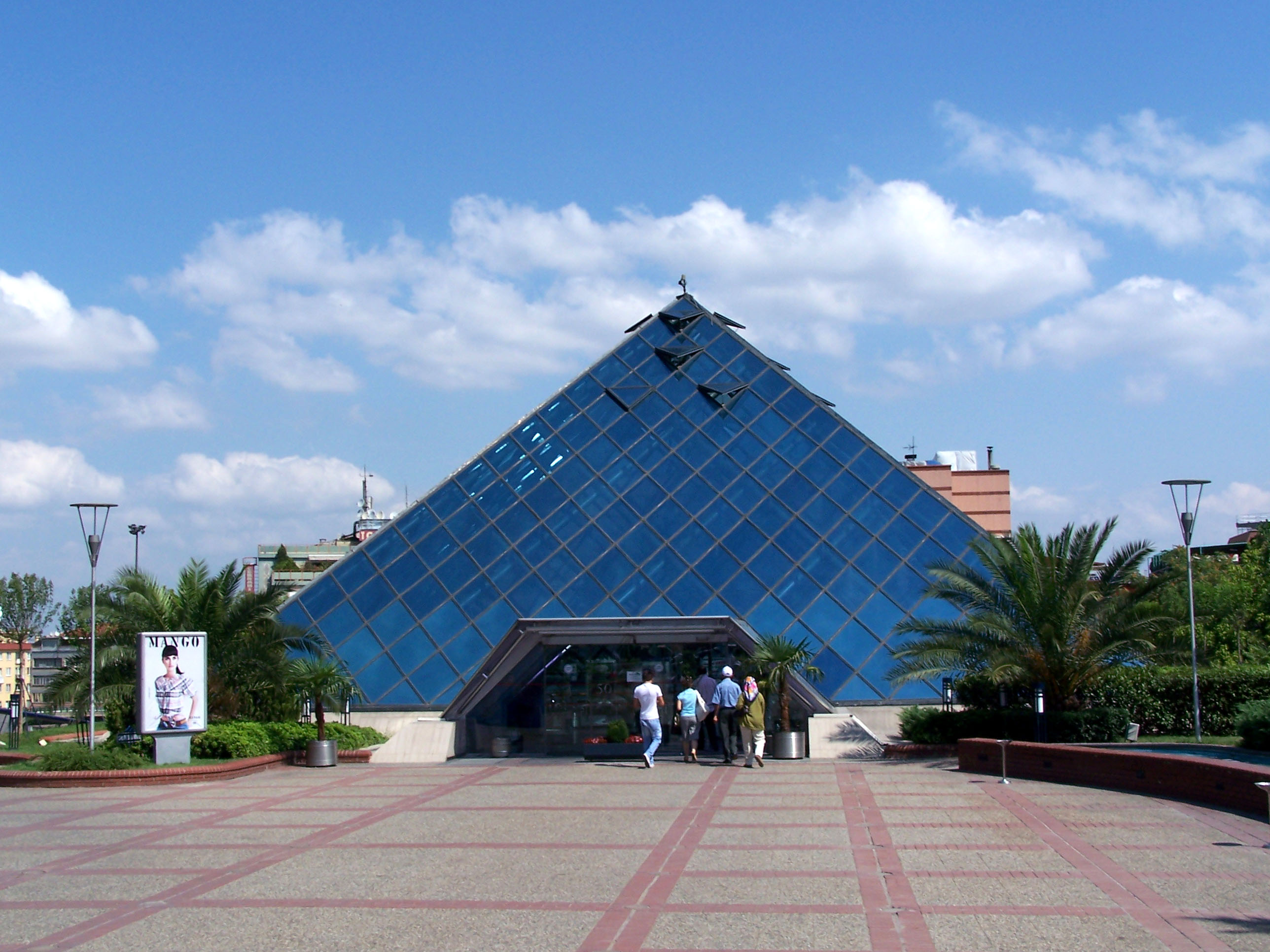
자페르 플라자 AVM 쇼핑 센터의 유리 피라미드 입구

부르사는 터키의 자동차 산업의 중심지이다. 피아트, 르노, 카르산 같은 모터 비클 제조사 공장들뿐만 아니라 보쉬, 마코, 발레오, 존슨 컨트롤스, 델피 같은 자동차 부품 제조사 공장들도 수십 년 간 부르사에서 가동하고 있다. 직물과, 식품 산업도 똑같이 강세이며, 코카콜라, 펩시 콜라 및 다른 음료 브랜드와 더불어 신선 식품과 통조림 식품 산업들도 부르사의 조직화된 산업단지에 자리잡고 있다.
부르사주에 있는 10대 산업 기업들은 다음과 같다:
- 오야크 르노
- 토파쉬 피아트
- 보쉬
- 보르첼리크
- 쉬타슈 유업
- 부르사 제약 협동조합
- 튀르크 프리스미안 카블로
- 외즈딜레크
- 아실 첼리크
- 됙타슈 컴포넌트

자동차 산업을 제외하고, 부르사는 상당한 규모의 유제품(튀르키예어: Sütaş 쉬타슈[*]가 생산), 가공 식품 ( 튀르키예어: Tat 타트[*]가 생산), 음료(튀르키예어: Uludağ 울루다[*]가 생산)를 생산하기도 한다.
부르사는 전통적으로 비단길 무역이 활발하던 비잔티움과 오스만 제국 시기에 비단 무역의 가장 큰 중심지로 유명하였다. 부르사는 여전히 튀르키예에서 주요한 직물 중심지이며, 부르사 국제 직물 무역 센터(튀르키예어: Bursa Uluslararası Tekstil ve Ticaret Merkezi, 또는 BUTTIM)가 위치한 곳이다. 비옥한 토양과 농업으로도 유명하며, 최근 몇 십 년 간 산업화로 인해 농업 활동은 감소했다.
부르사는 관광업의 중심지이기도 하다. 튀르키예에서 가장 인기있는 스키 리조트 중 한 곳이 부르사 바로 옆에 있는 울루산에 있다. 부르사의 스파는 로마 제국 시대 이래로 치료 목적으로 사용되고 있다. 호텔이 운영하는 스파 이외에도 울루산 대학교에도 온천수를 사용하는 물리 치료 센터를 운영하고 있다.

## 교통
부르사는 지하철(부르사라이), 노면전차, 도심 내 대중 교통을 위한 버스 운영을 하고 있으며, 택시 또한 이용 가능하다. 부르사의 예니셰히라 공항은 도심에서 20 mi (32 km) 떨어져 있다. 부르사 시민들은 외국으로 나갈 시에는 이스탄불과 부르사의 근접성 때문에 이스탄불 공항과 사비하 괵첸 국제공항 같은 이스탄불의 공항들을 선호하기도 한다. 이스탄불과 부르사 간에는 매일 다양한 버스와 페리선들이 있다.
8.8 km (5.5 mi) 길이의 부르사 울루 곤돌라(튀르키예어: Teleferik)가 부르사와 1,870 m (6,140 ft) 높이의 울루산에 있는 스키 리조트들을 연결한다.
부르사의 유일한 기차역은 1930년에 개통된 발리케시르-퀴타히아선에 있는 하르만즈크 역이다.

### 부르사 대중 교통 통계
부르사에서 시민들이 집장에서 집까지 대중 교통으로 통근을 하는 데 걸리는 평균 시간은 평일당 62분이다. 대중 교통 이용객의 12%는 매일 두 시간 이상을 통근에 더 쓴다. 정거장이나 역에서 대중 교통을 기다리는 평균 시간은 18분으로, 이용객의 31%는 매일 평균적으로 20분을 더 쓴다. 평균적으로 대중 교통을 이용하여 통근하는 평균 거리는 편도로 8.1 km (5.0 mi)이고, 17%는 편도로 12 km (7.5 mi)가 넘는다.

## 교육

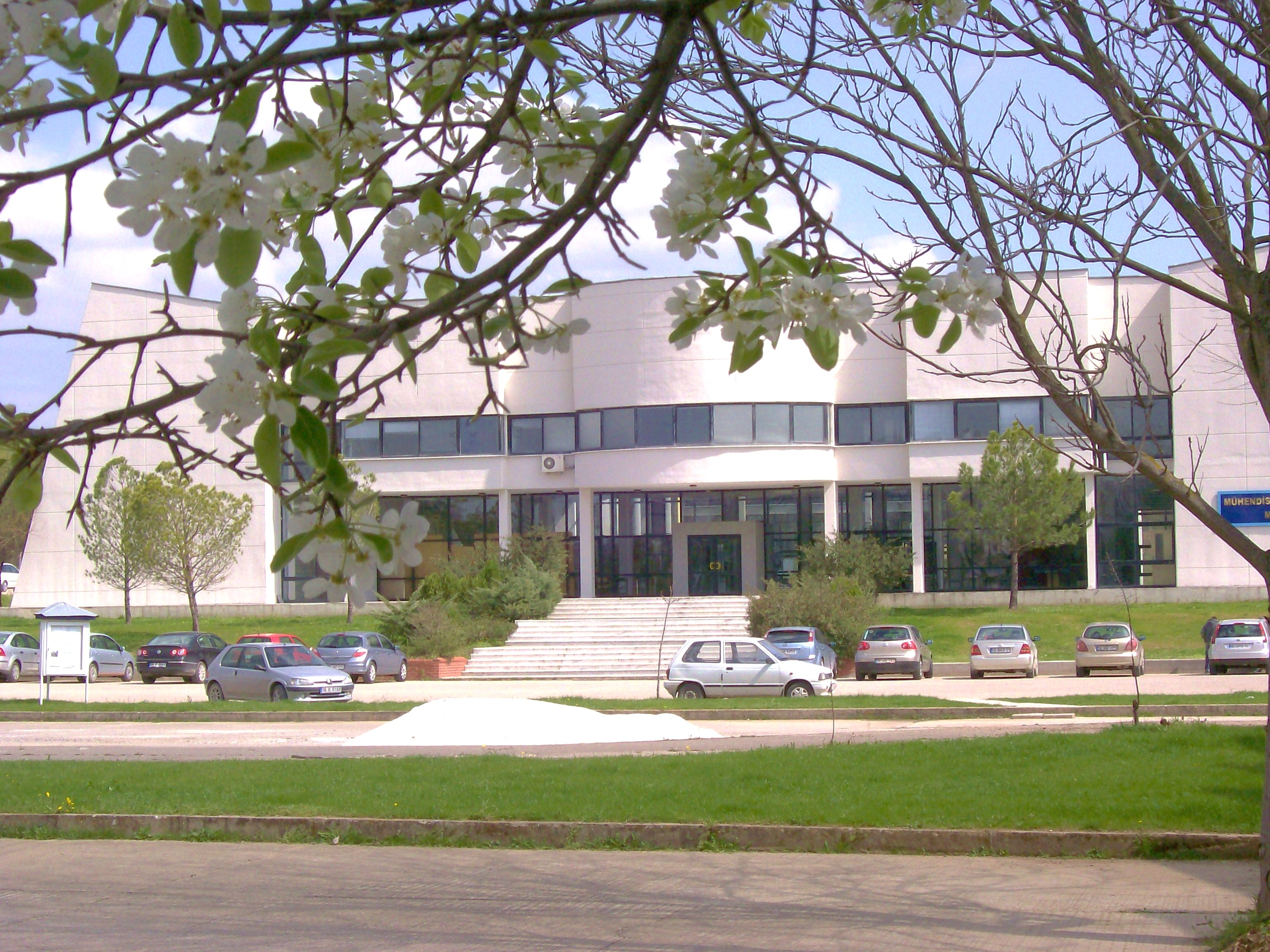
울루산 대학교

부르사는 두 개의 공립 대학교와 1개의 사립 대학교가 있다. 1975년 괴뤼클레에 세워진 울루산 대학교는 부르사에서 가장 오래된 고등 교육 기관이다. 처음에는 부르사 대학교라는 이름으로 세워졌다가 1982년에 울루산 대학교로 개명했다. 학생 수는 47,000명으로, 튀르키예에서 큰 편에 속한다. 부르사 공과 대학교는 부르사의 두 번째 공립 대학교이며, 2010년에 세워졌고, 2011–2012 학년에 학기가 시작되었다.
부르사 최초의 사립 대학교는 부르사 오르항가지 대학교였으며, 2012–2013 학년에 학기가 시작되었다. 하지만, 오르항가지 대학교는 2016년 7월 터키 군부의 쿠데타가 실패한 후에 터키 정부로 인해 폐교되었다. 이스탄불 무역 대학교가 2013년 부르사에서 졸업 과정을 운영했다.

## 문화

### 스포츠
부르사는 부르사스포르라는 프로 축구팀이 있으며, 터키 프로 축구의 최상위 레벨인 쉬페르리그에 참가하고 있다. 부르사스포르는 2015년 12월 21일부로 수용 인원 45,000명 규모의 팀사흐 아레나 (악어 경기장이라는 의미)에서 홈경기를 치른다. 부르사스포르는 터키 슈퍼리그 2009–10 시즌에 첫 리그 우승을 해내며, 트라브존스포르 다음으로 리그 우승을 달성한 두 번째 아나톨리아 연고 축구단이 되었다. 현재 부르사스포르는 갈라타사라이 SK, 페네르바체, 베식타슈, 트라브존스포르와 함께 빅 5로 분류된다.
부르사에는 터키 농구 리그에 참가하는 프로 농구팀 토파슈 SK가 있으며, 튀르키예에서 가장 성공적인 팀에 속한다.

### 음식

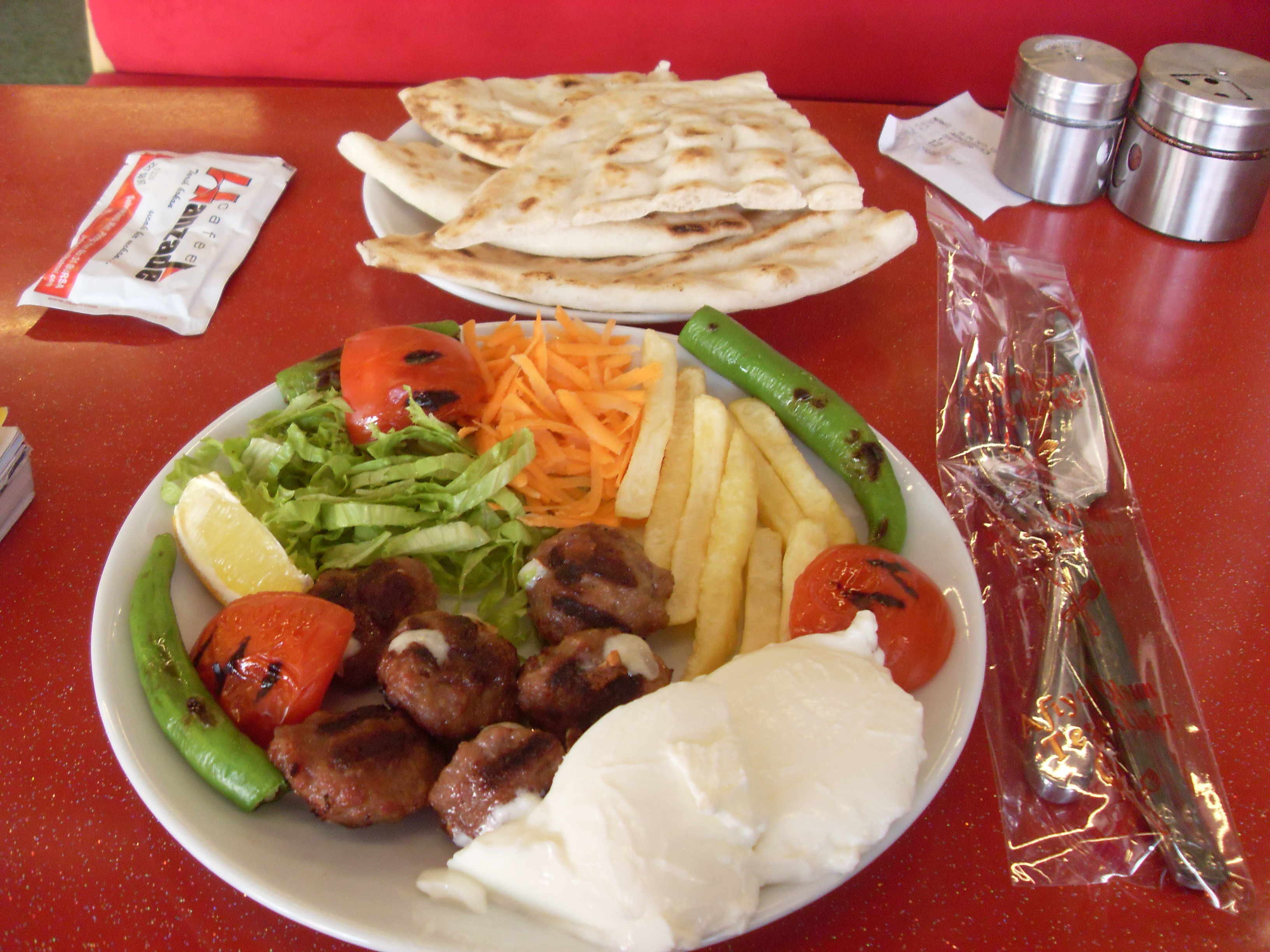
이네괼 쾨프테

부르사 근교의 이네괼 지방식의 미트볼인 이네괼 쾨프테(İnegöl köfte)가 유명하다.

## 주요 관광지

### 울루 자미 (그랜드 모스크)

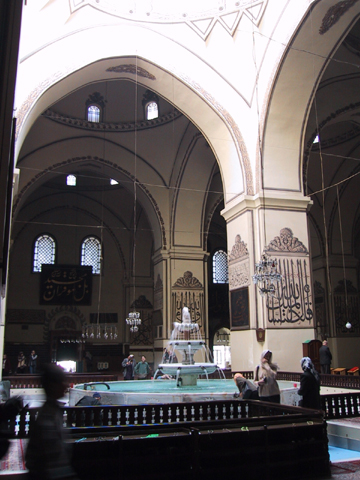
부르사 울루 자미 내부에 설치된 우두 의식 전용 분수대(샤디르반)

부르사에서 가장 큰 모스크인 울루 자미는 초기 오스만 건축의 랜드마크로서 셀주크 건축의 많은 요소를 통합하였다. 바예지드 1세 술탄의 지시에 따라 건립된 이 사원은 1396년부터 1400년까지 건축가 알리 네카르가 설계하고 건설했다. 직사각형 모양을 띤 큰 건물에는 총 20개의 돔이 5개마다 4줄씩 배치되어 있으며, 12개의 기둥이 지탱하고 있다. 1396년 니코폴리스 전투에서 승리한 바예지드 1세 술탄이 약속한 20개의 분리된 모스크를 대신해서 20개의 돔이 건립되었는데 모스크에는 2개의 미나레트가 있다.
모스크를 장식하고 있는 벽에는 그 시대에 활동한 유명한 이슬람 캘리그래피 예술가들이 만든 192개의 기념비적인 서예 작품이 남아 있다. 또한 예배자들이 기도하기 전에 우두를 거행하는 분수대(샤디르반)이 있다. 샤디르반 위에 있는 돔은 하늘빛에 의해 덮혀 아래에 부드럽고 조용한 빛을 만들어 내므로 큰 건물의 조명에 중요한 역할을 한다.
넓은 가로 공간과 어두운 조명을 띤 내부 구조는 평화롭고 사색적인 느낌을 주도록 설계되어 있다. 여러 개의 돔과 기둥에 의해 형성된 공간의 세분화는 사적이고 친밀한 감정을 만들어낸다. 이러한 분위기는 쉴레이만 1세의 수석 건축가인 미마르 시난의 작품과 마찬가지로 후기 오스만 모스크와 대조된다. 1453년 오스만 제국에 의해 콘스탄티노폴리스(이스탄불)가 정복된 이후에 건립된 모스크는 아야 소피아에 장식되어 있던 6세기 비잔티움 바실리카에 영향을 받았는데 알라가 갖고 있는 신적인 힘, 오스만 제국의 술탄, 오스만 제국 정부의 보다 압도적인 권력을 전달하기 위해 수직적인 강조점을 만들기 위해서 높이가 점점 더 높아졌고 중앙 돔은 보다 큰 면적을 갖게 되었다.

### 명승
부르사 주변과 그 주변에 관심 있는 장소들의 간략한 목록이 아래에 제시되어 있다.

#### 모스크와 퀼리예 단지
- 부르사 울루 자미와 퀼리예
- 예실 모스크와 퀼리예
- 바예지드 1세 모스크와 퀼리예
- 무라디예 모스크와 퀼리예
- 에미르 술탄 모스크와 퀼리예
- 오르한 1세 가지 모스크와 퀼리예
- 휘다벤디가르 모스크와 퀼리예
- 코자 시난 파샤 모스크와 퀼리예
- 이스하크 파샤 모스크와 퀼리예
- 카라자베이 울루 자미
- 카라바슈-이 벨리 문화 센터

#### 바자르와캐러밴서라이
- 이을드름 바자르
- 코자 한
- 피린치 한

#### 그 외의 역사전 기념물
- 부르사성
- 으르간드교
- 잉카야 시카모어: 매우 크고 인상적인 느낌을 주는 수령이 600년에 달하는 버즘나무

#### 박물관

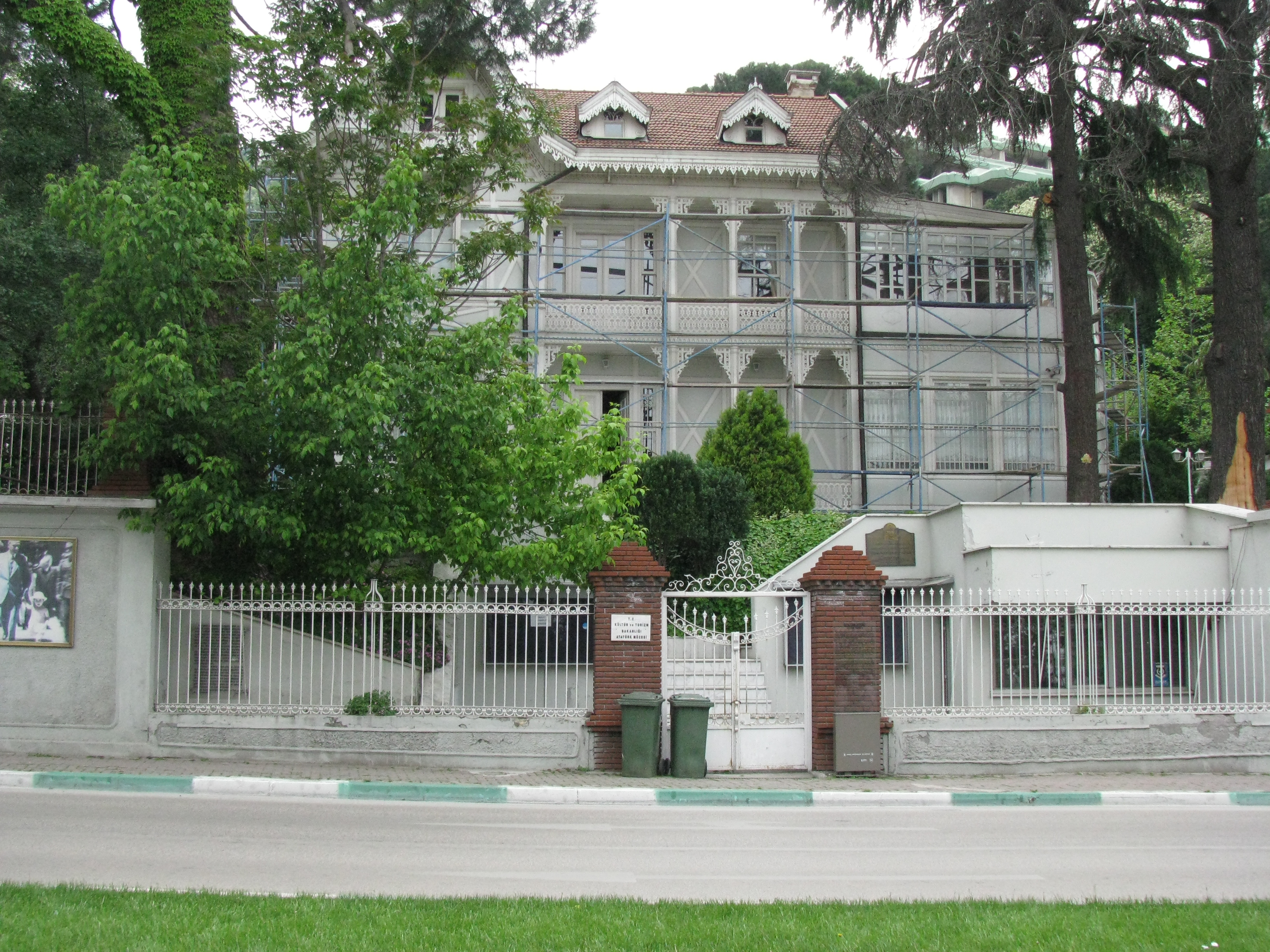
부르사 아타튀르크 박물관

- 부르사 고고학 박물관
- 부르사 아타튀르크 박물관[28]
- 부르사 시립 박물관[29]
- 부르사 에너지 박물관
- 부르사 임업 박물관
- 부르사 카라괴즈 박물관
- 부르사 터키 이슬람 미술 박물관
- 부르사 터키 건축 박물관
- 이즈니크 박물관
- 무다니아 휴전의 집
- 오스만가 박물관
- 토파쉬 자동차 아나톨리아 객차 박물관

#### 공원과 정원
- 울루산 국립공원
- 부르사 동물원과 식물원

#### 온천과 열탕
- 케라메트 온천
- 체키르게 온천
- 아르무틀루 온천
- 오일라트 온천
- 겜리크 온천
- 첼리크 팔라스 열탕

#### 해변
- 아르무틀루 해변
- 쿰라 해변
- 쿠르슌루 해변
- 오르항가지 해변
- 무다니아 해변

자원 봉사자 단체
- 괴뉠뤼 하레케티(튀르키예어: Gönüllü Hareketi, 자원 봉사자 운동)

## 부르사 사진

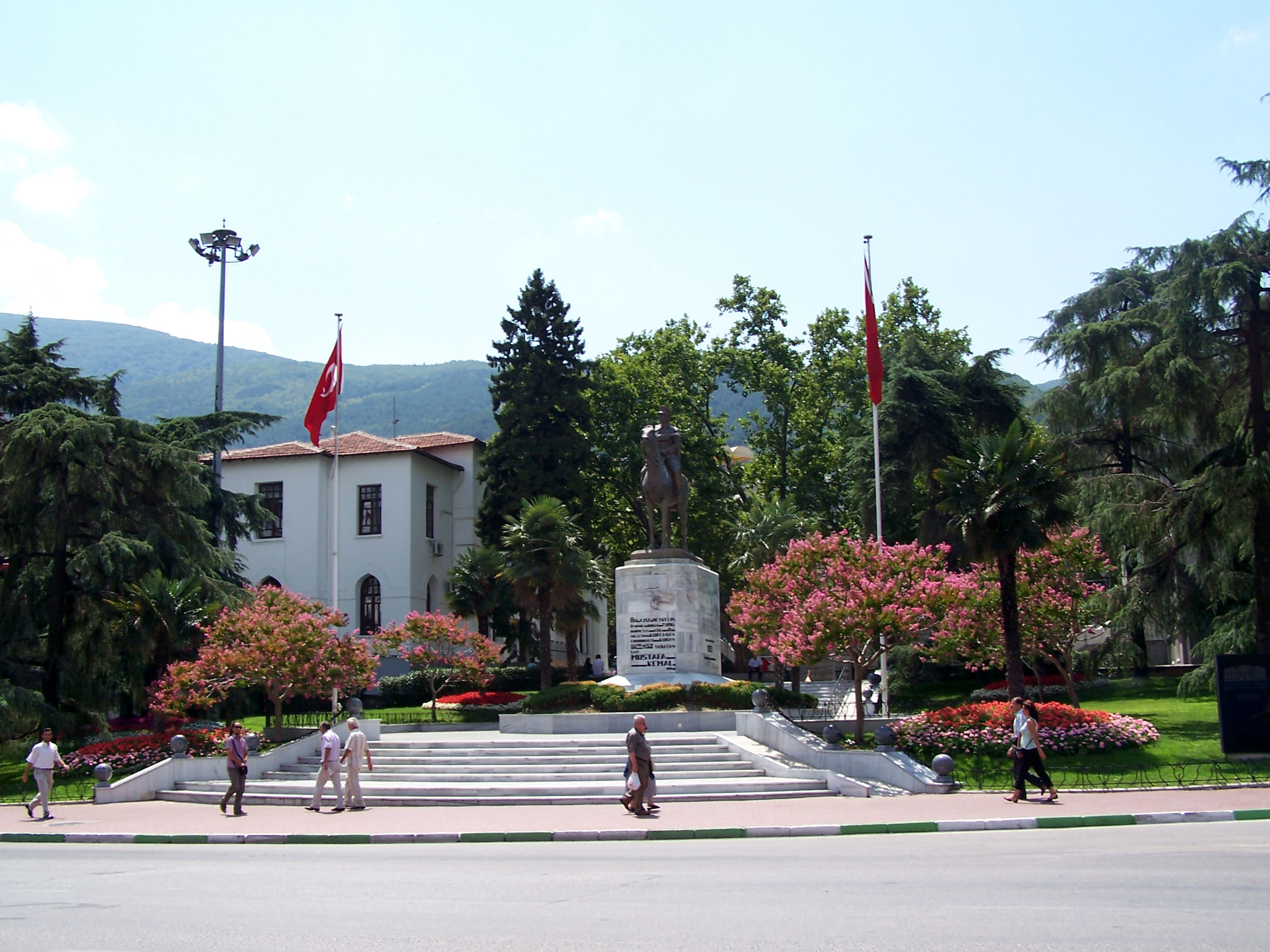
무스타파 케말 아타튀르크 동상과 부르사주 정부 청사
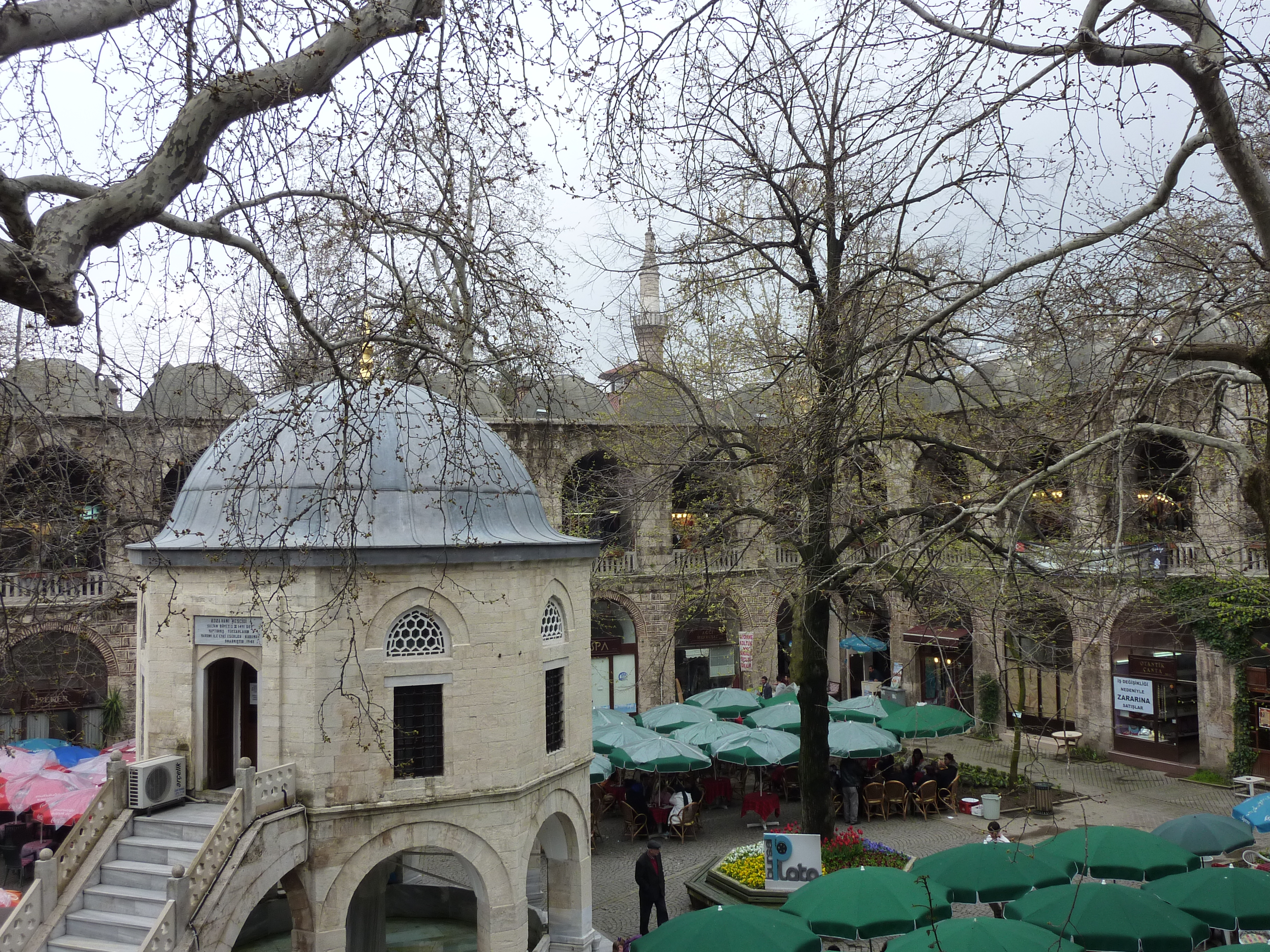
부르사 코자 한(비단 바자르)
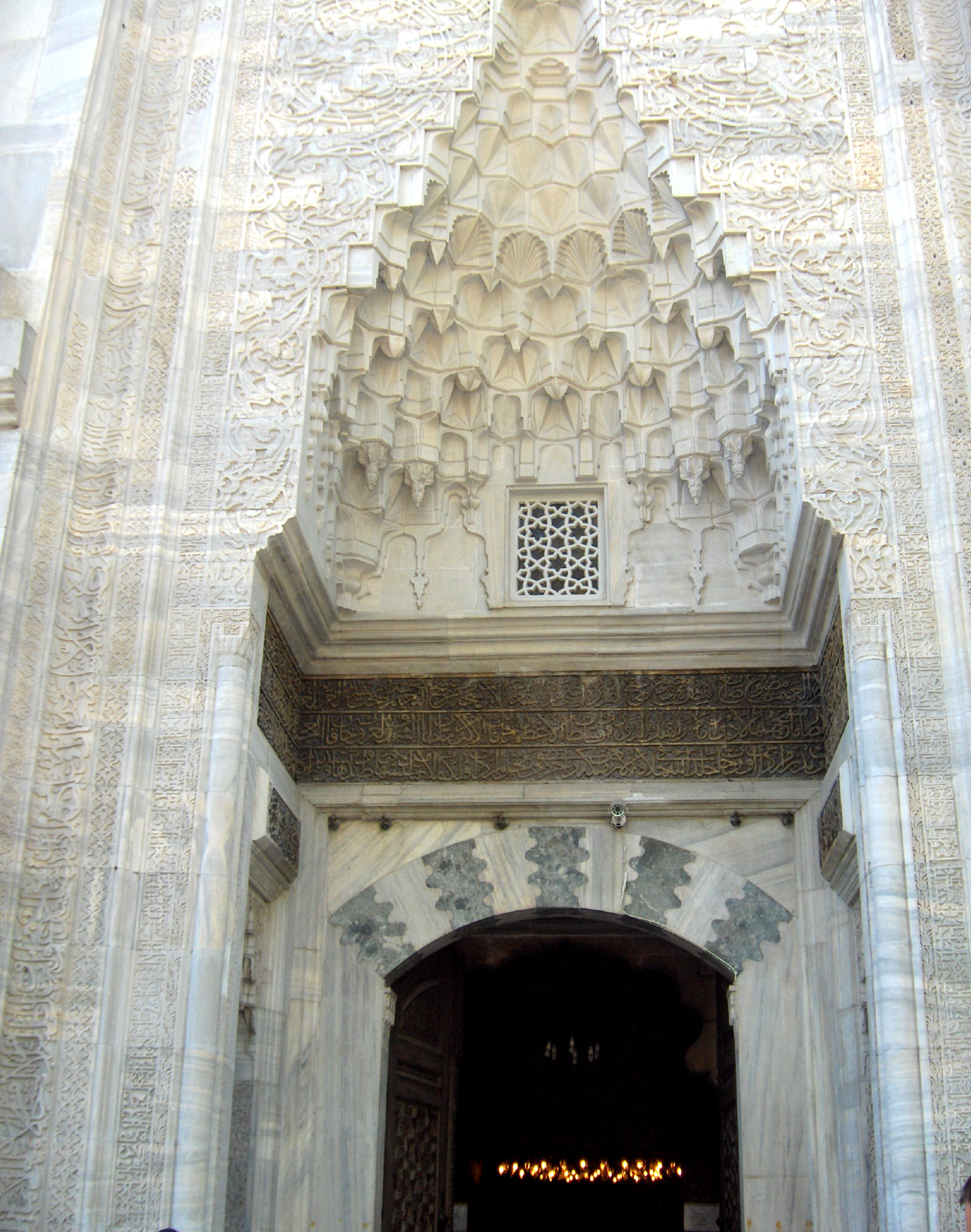
예실 모스크의 입구
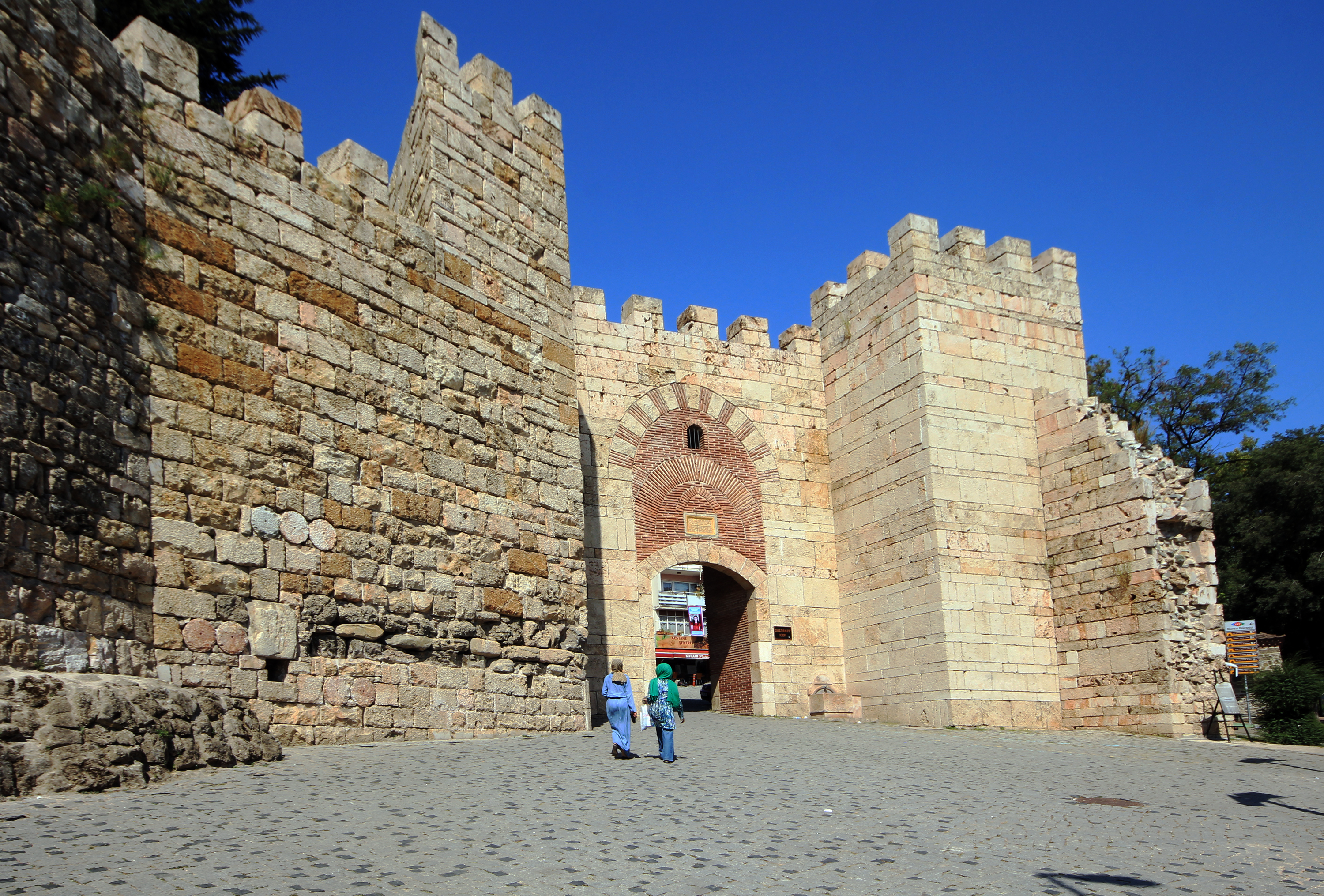
부르사성
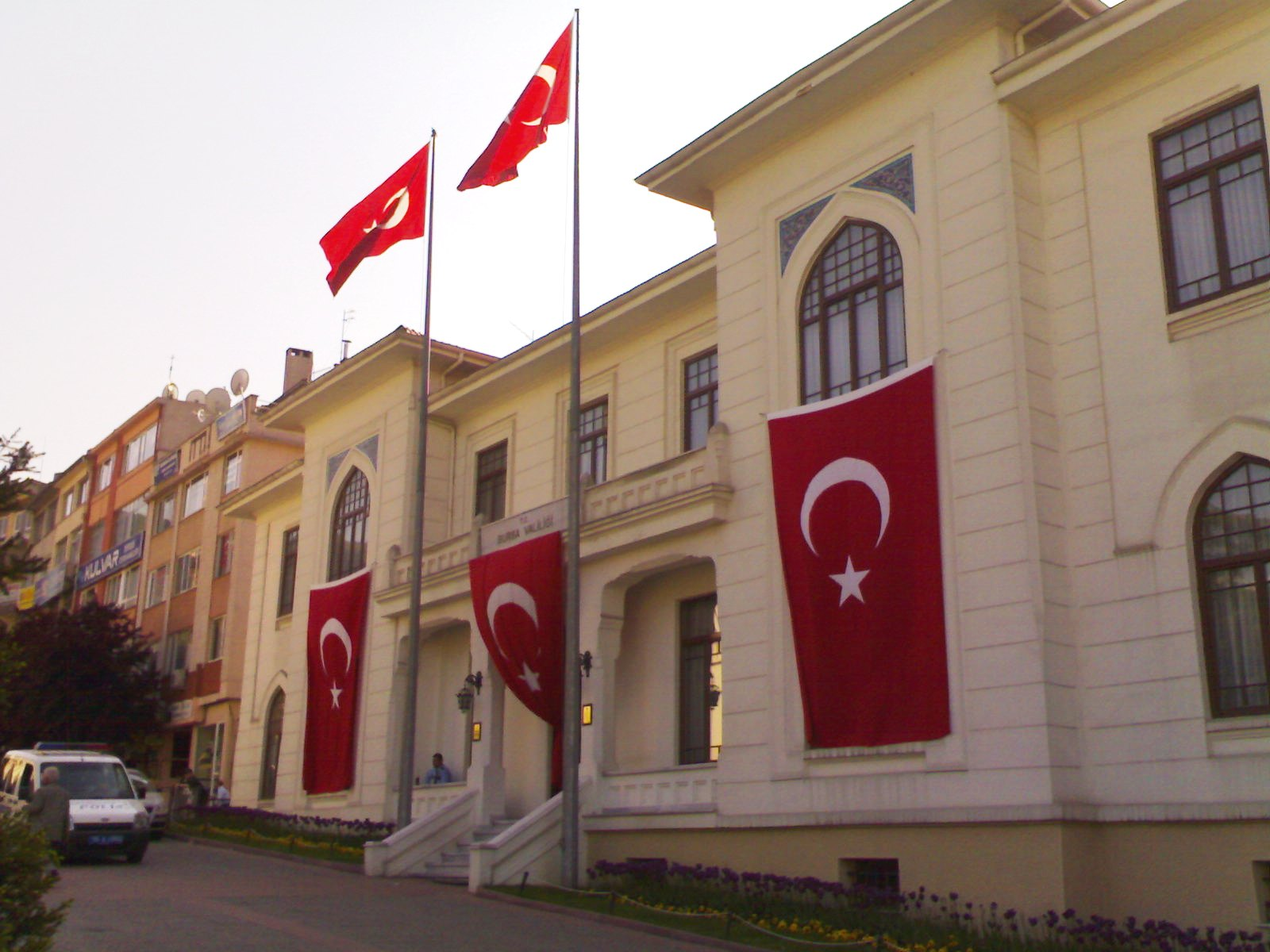
부르사주 정부 청사
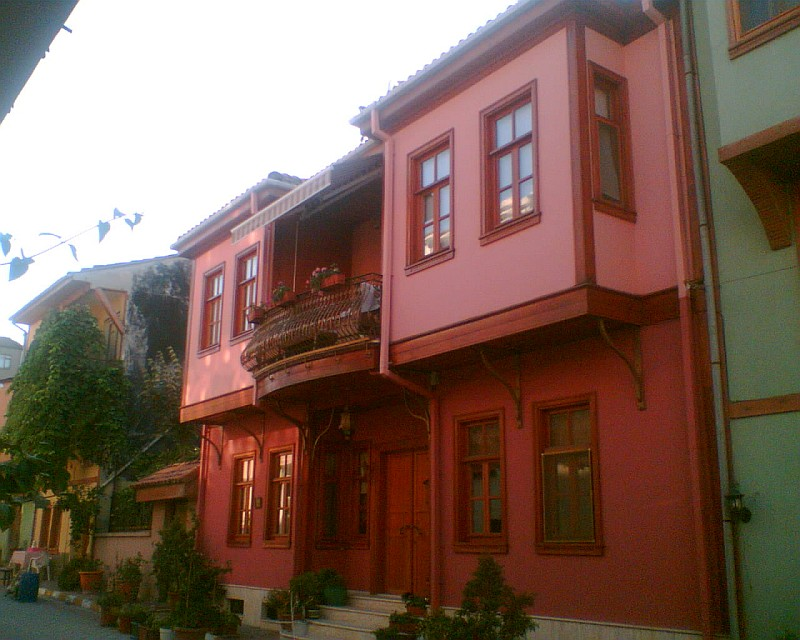
부르사주 무다니아 구역에 위치한 오스만 제국 시대의 전통 가옥
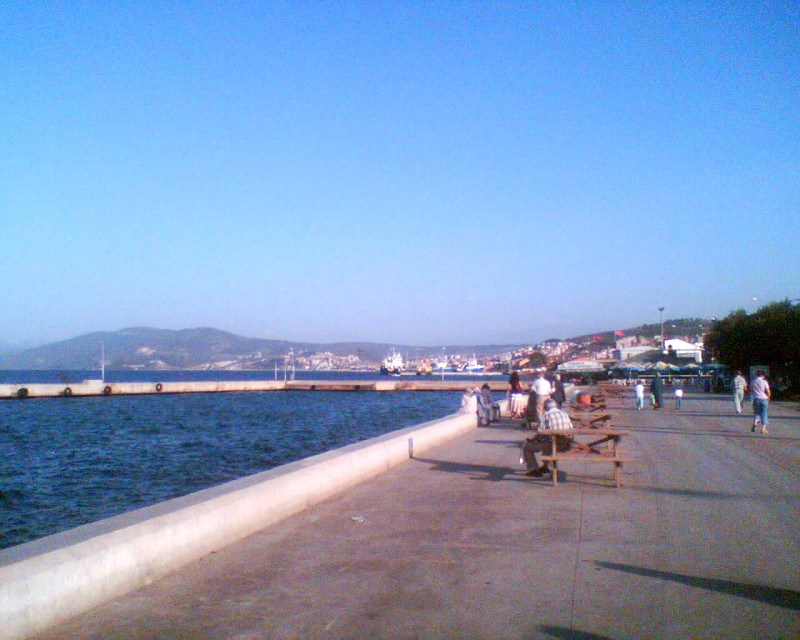
무다니아항
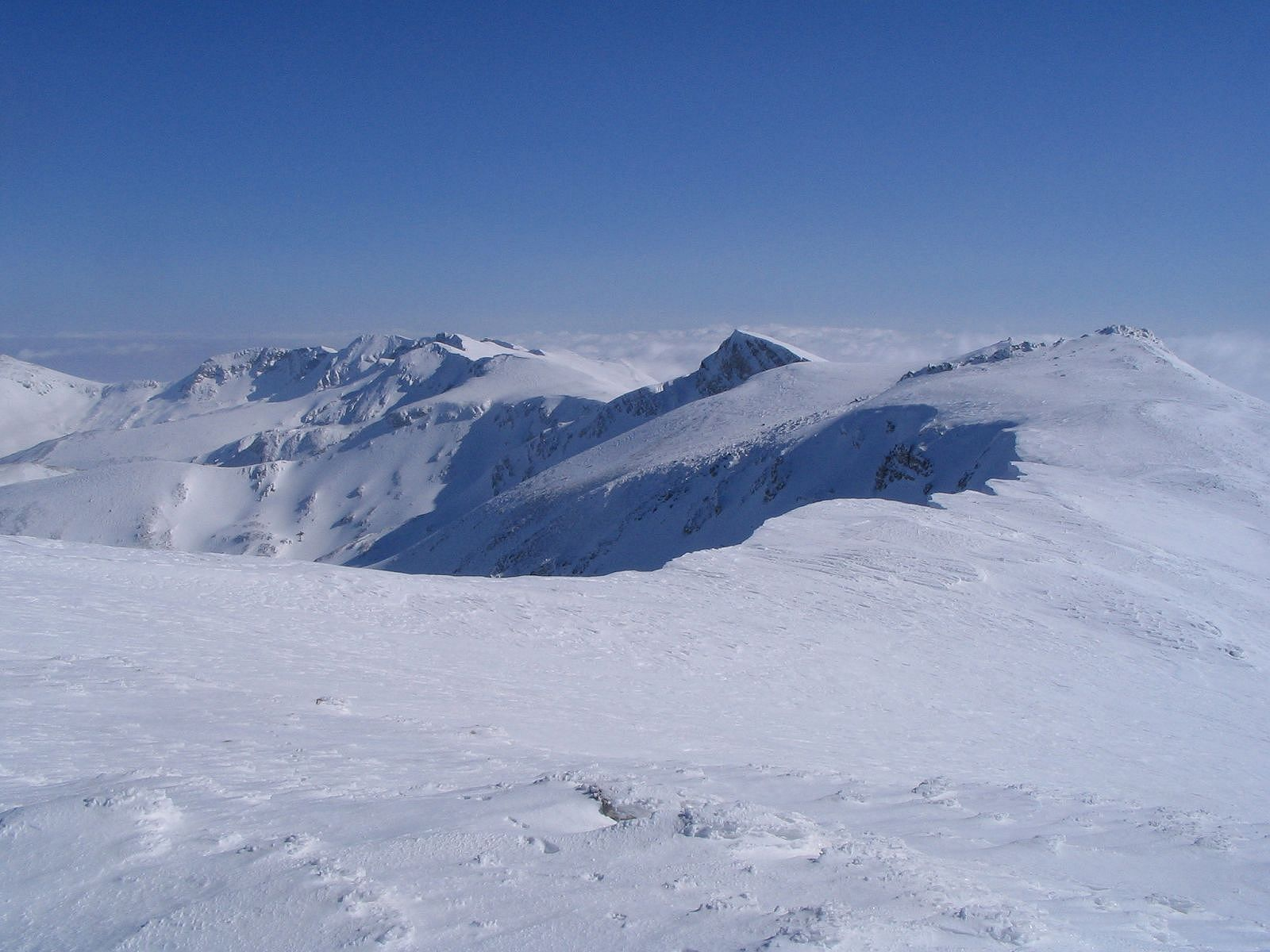
겨울 스포츠 관광지로 유명한 울루산
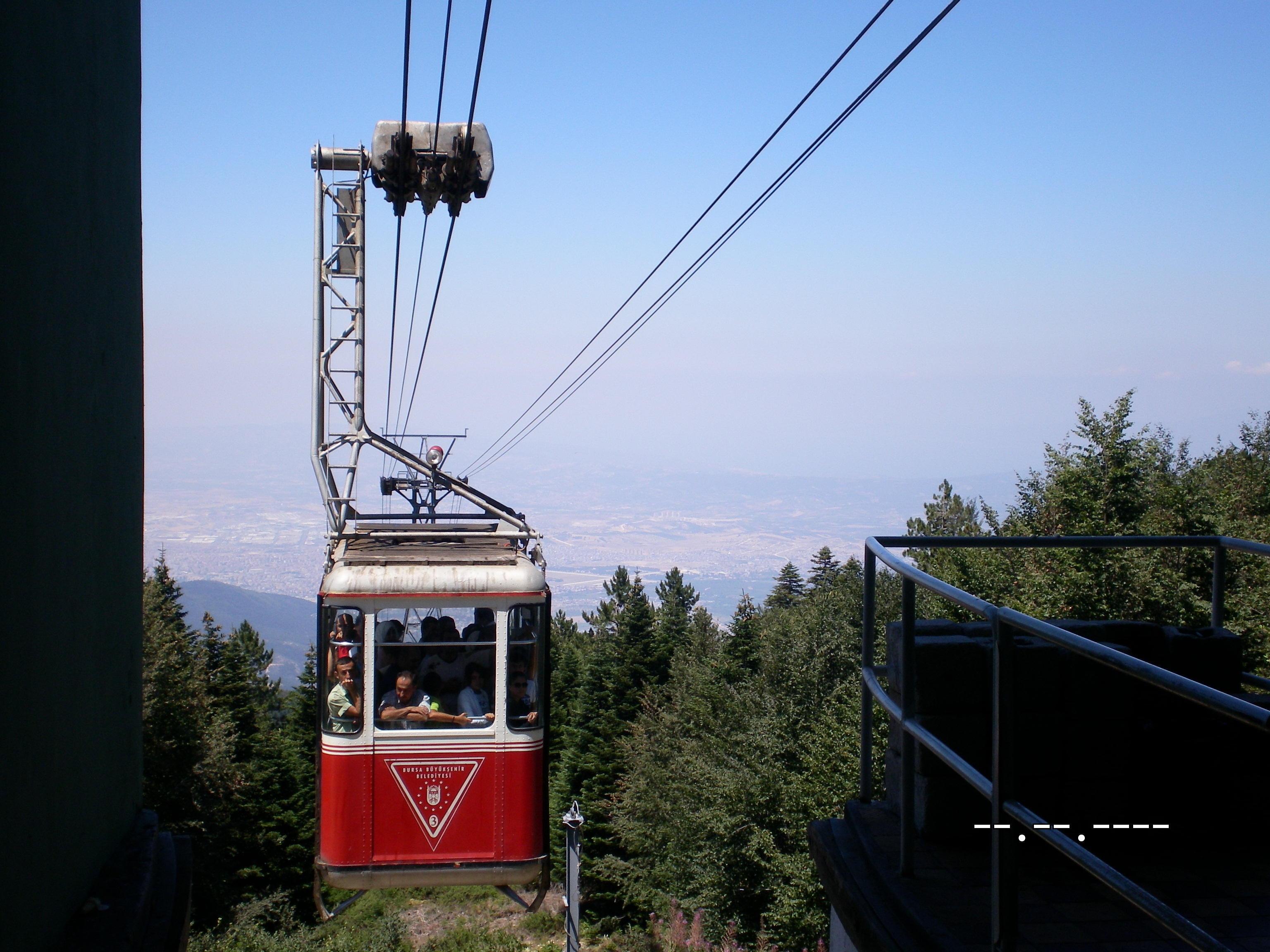
부르사 공중 케이블
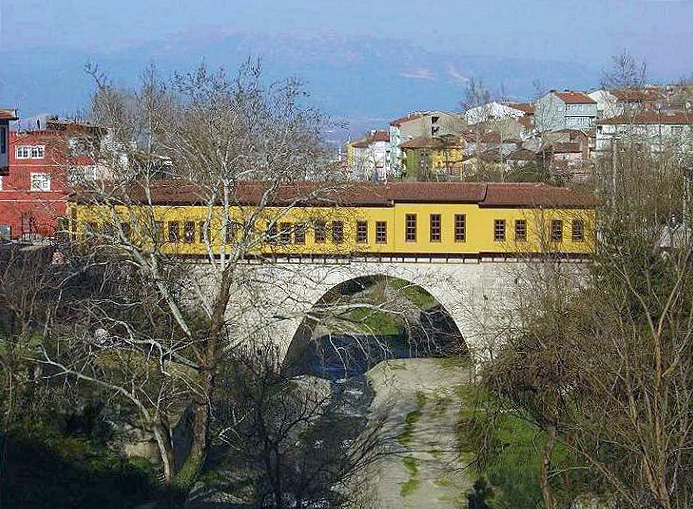
으르간드교 (1442년)
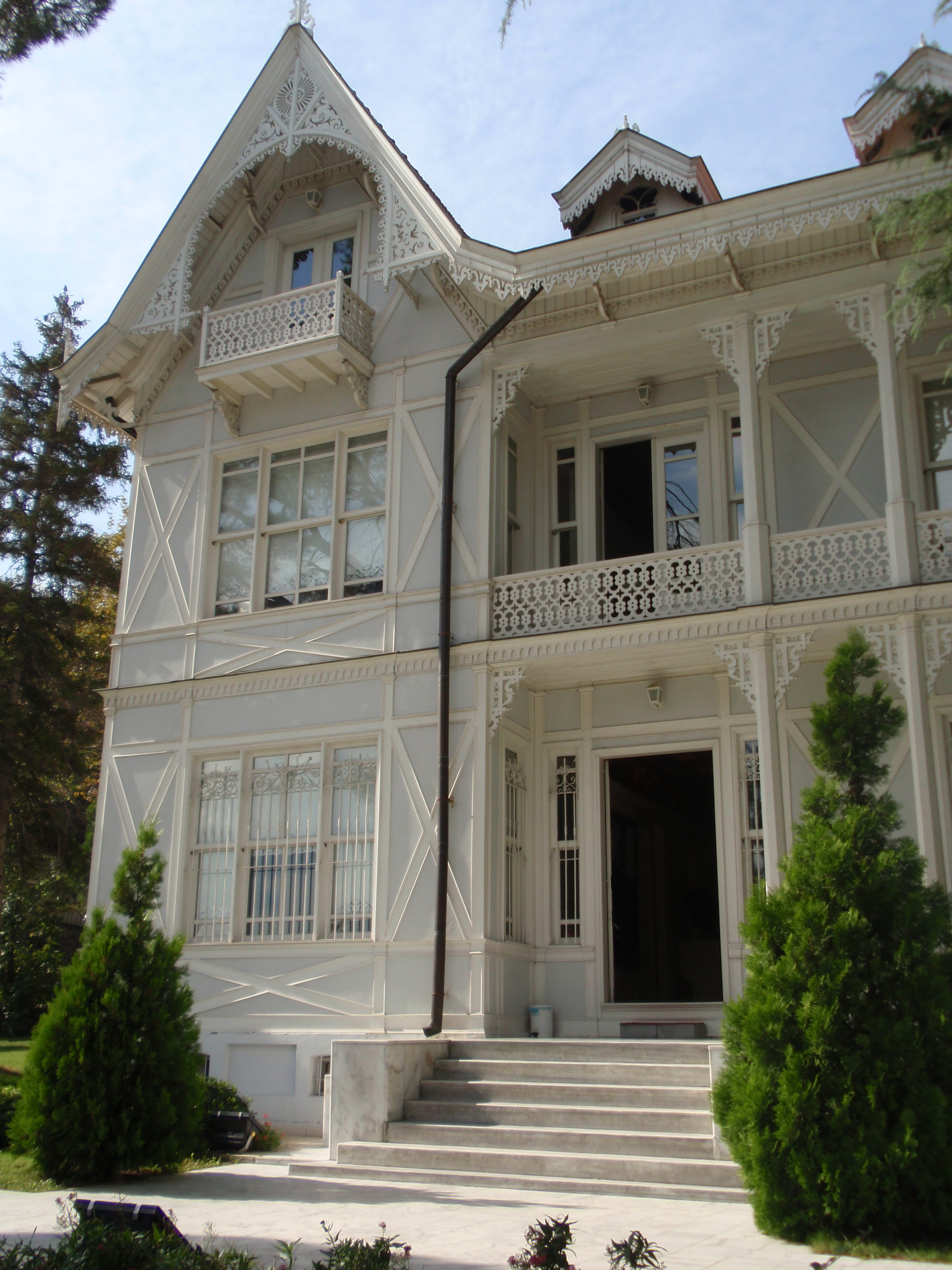
아타튀르크 박물관
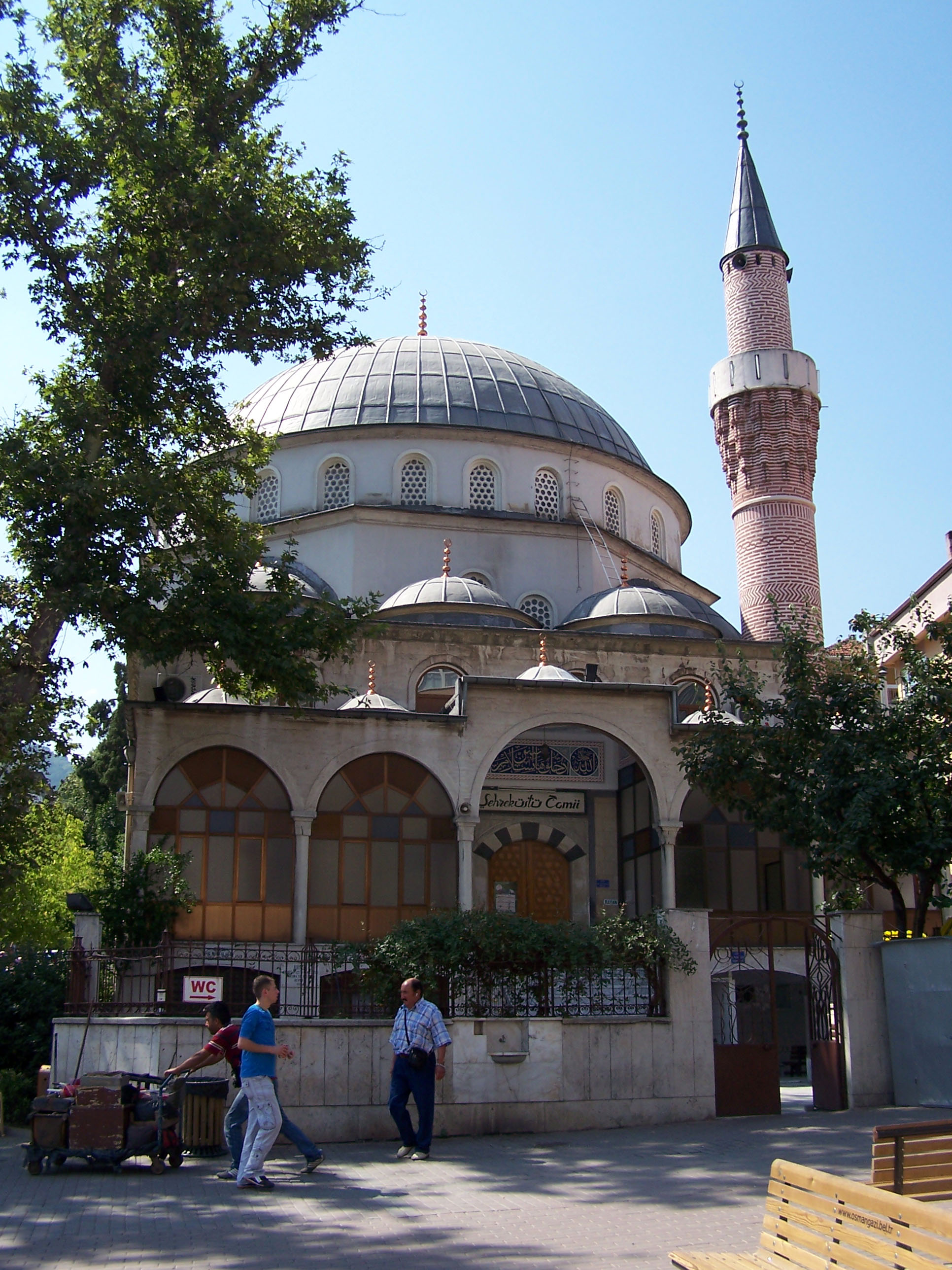
셰흐레퀴스튀 모스크
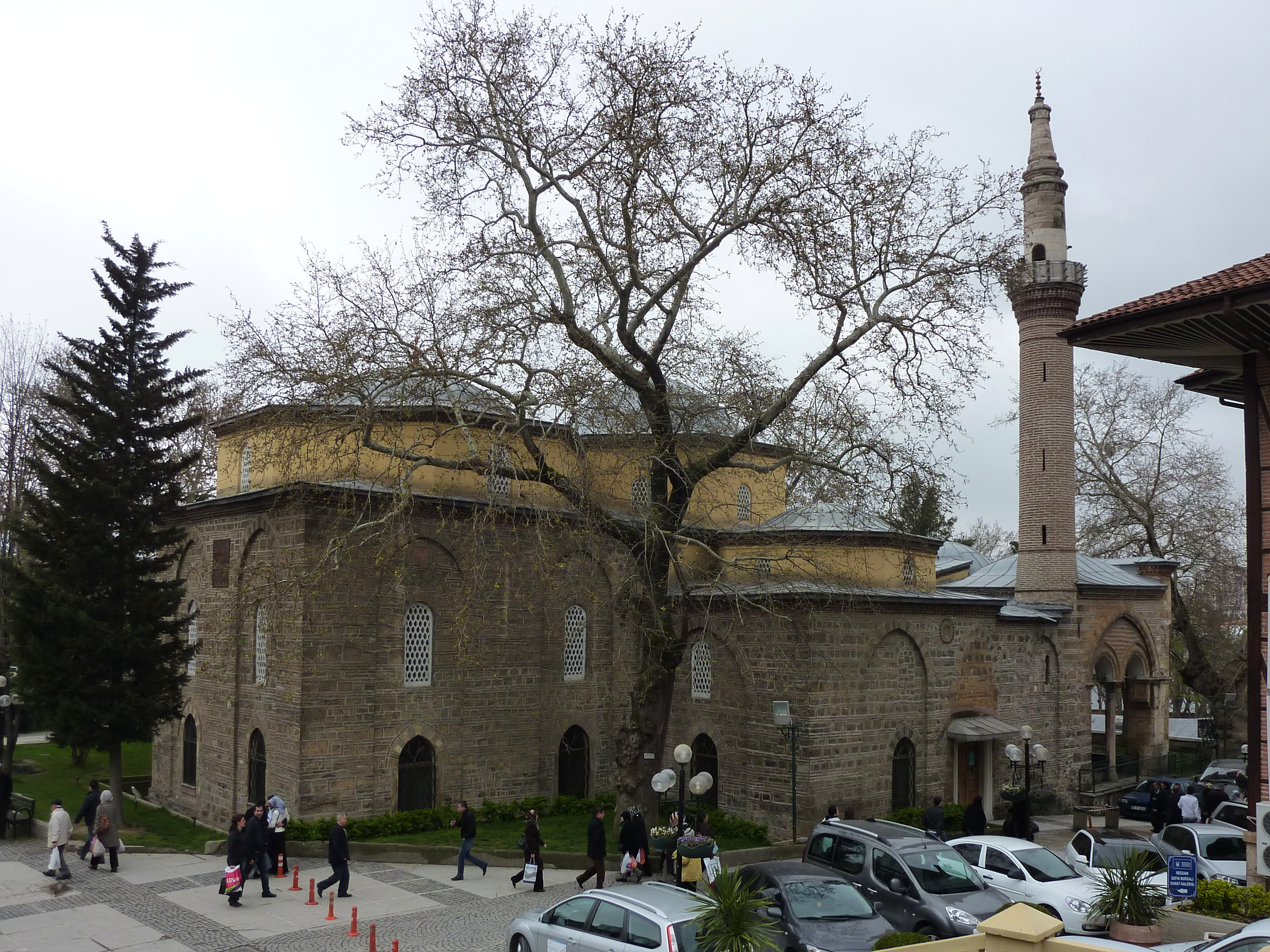
오르한 가지 모스크
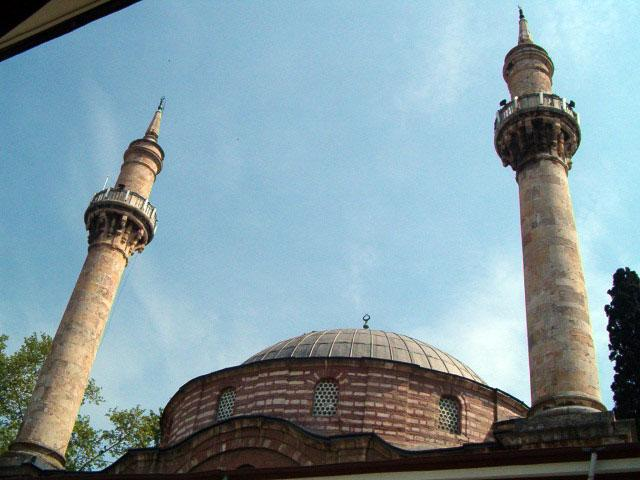
에미르 술탄 모스크

## 쌍둥이 도시와 자매 도시
부르사에는 다음과 같은 쌍둥이 도시와 자매 도시가 존재한다.
- 독일 헤센주 다름슈타트 (1971년 ~ 2017년)[31]
- 보스니아 헤르체고비나 사라예보 (1972년)
- 파키스탄 물탄 (1975년)
- 핀란드 오울루 (1978년)[32]
- 미국 티핀 (1983년)
- 튀니지 카이르완 (1987년)
- 튀르키예 데니즐리 (1988년)
- 북키프로스 니코시아 (1990년)
- 중국 안산시 (1991년)
- 북마케도니아 비톨라 (1996년)
- 몰도바 체아드르룬가 (1997년)
- 카자흐스탄 키질로르다 (1997년)
- 알제리 마스카라 (1998년)
- 독일 쿨름바흐 (1998년)
- 불가리아 플레벤 (1998년)
- 불가리아 플로브디프 (1998년)
- 알바니아 티라나 (1998년)
- 슬로바키아 코시체 (2000년)[33]
- 우크라이나 빈니차 (2004년)
- 튀르키예 반 (2008년)
- 모로코 라바트 (2010년)
- 우크라이나 바흐치사라이 (2010년)
- 대한민국 경상북도 (2011년)
- 카자흐스탄 외스케멘 (2011년)

## 같이 보기
- 부르사 울루 자미
- 튀르키예의 세계유산